# Future Basketball
Future Basketball è un videogioco di pallacanestro fantascientifica a contatto diretto, pubblicato dalla Hewson nel 1990 per Amiga e Atari ST. Nel 1991 uscì per Super Nintendo Entertainment System con il titolo Bill Laimbeer's Combat Basketball, pubblicato da Hudson Soft.
Bill Laimbeer, un giocatore ritiratosi dai Detroit Pistons della NBA, ha ceduto i suoi diritti d'immagine per la versione SNES al tempo, quando i Pistons erano considerati "Quei cattivi laggiù" per le loro manovre molto pericolose.

## Trama
Nel futuro, le squadre di pallacanestro giocano incontri violenti senza pietà, per placare con questo spettacolo le masse afflitte dalla disoccupazione.
Nella versione SNES, nel 2030 Bill Laimbeer è diventato commissario della lega di pallacanestro e l'ha trasformata in uno sport senza regole. Come risultato, adesso i giocatori indossano armature, e armi vengono gettate dagli spettatori nel campo da gioco.

## Modalità di gioco
La visuale sul campo è dall'alto, con scorrimento multidirezionale. Una minimappa è disponibile in sovraimpressione. Compaiono oggetti distruttivi frequentemente sul campo da gioco. Nella conversione SNES Un solo bottone è usato per tutte le azioni, analogamente al joystick delle versioni computer.
Una stagione dura quattordici partite escludendo le partite supplementari. Dopo ogni stagione, le due migliori squadre avanzano alla lega successiva e le ultime due della lega superiore retrocedono alla lega inferiore. Se due squadre terminano pari la stagione e si trovano alla seconda e terza posizione, allora chi è partito meglio all'inizio della stagione potrà avanzare.